# Менакер Олександр Семенович

Меморіальна дошка М. В. Миронова та А. С. Менакеру (Москва, Малий Власьевський провулок, д. 7)

Олександр Семенович Менакер (нар. 8 квітня 1913, Санкт-Петербург, Російська імперія — пом. 6 березня 1982, Москва, СРСР) — радянський актор, артист естради, режисер, учасник дуету «Миронова і Менакер»; заслужений артист РРФСР (1978).
Батько актора Андрія Миронова та балетмейстера Кирила Ласкарі.

## Біографія
Олександр Семенович Менакер народився 8 квітня 1913 року в Санкт-Петербурзі на Гончарній вулиці, 13, в родині випускника Санкт-Петербурзького Імператорського університету, адвоката Семена Ісааковича (Іцковича) Менакера (1890—1974) та Анни Йосипівни Менакер, до шлюбу Кац, 1888—1967), уродженців Вільно. Дід по батькові, віленський міщанин Іцик Шимелевич Менакер (1838 — після 1902), був столяром, володів меблево-столярною майстернею, жив на Фонтанці, 83.
Батько був дійсним членом фондового відділення Сибірської біржі (1913) і займався біржовими операціями на Санкт-Петербурзькій біржі. З 1912 року увійшов до купецького стану (до 1914 року — купець 1-ї гільдії), в 1914 проживав на Великому проспекті, 102. Згодом сім'я проживала на вулиці Червоного Зв'язку (колишній Віленський провулок), будинок 6. У 1920-і — 1930-і роки батько працював юристом, уповноваженим «КустрарКредиту», потім завідувачем касою «Промкредиту».
В 1928 році працював музичним оформлювачем в «Живій газеті».
В 1929 році Олександр Менакер вступив на акторське відділення 1-ї художньої студії при Великому драматичному театрі, в 1930 році перейшов на режисерський факультет Технікуму сценічних мистецтв.
З 1932 року працював у Державному об'єднанні музики, естради та цирку (ДОМЕЦ) та в Ленміськестраді, виконуючи музичні пародії та фейлетони.
У 1933—1934 роках виступав у Ленінградському мюзик-холі як актор та режисер. З 1935 року був художнім керівником Джаз-театру Будинку Червоної Армії у Харкові.
У 1936—1938 роках знову виступав у Ленінградському мюзик-холі в дуеті з акторкою Євгенією Михайлівною Фіш (дружиною народного артиста СРСР Віталія Поліцеймако).
В 1939 році став артистом Московського театру естради і мініатюр (входив до складу Ленінградського театру естради і мініатюр), де вперше виступив з музичними гуморесками в дуеті з Марією Мироновою. В 1942 році був постановником антифашистської програми «От і добре!», Автором і виконавцем музичного фейлетону «Моліться за нього!», Одним з режисерів програми «Москвичі-земляки» (1942).
У 1948 році, після закриття театру, дует «Миронова і Менакер» почав виступати самостійно. Серед їхніх перших робіт були номери «Московські зустрічі» та «Знайомі портрети». Вони також брали участь у програмі театру « Ермітаж» «Ось іде пароплав» (1954) Володимира Диховичного та Моріса Слобідського .
З 1954 року дует виступав у Московському театрі естради . Директором та художнім керівником був сам Менакер. До програми входили концерт-огляд «У нашому домі», п'єсі «Лісти, що говорять» і «Справи сімейні» (1954), основою якого послужила п'єса Бориса Ласкіна «Слухається справа про розлучення».
У грудні 1968 року Менакер переніс перший інфаркт, через що призначене на 15 грудня весілля Андрія Миронова та Тетяни Єгорової не відбулося. Згодом переніс ще один інфаркт.
Олександр Семенович пішов із життя на 69-му році життя 6 березня 1982 року раптово від зупинки серця. Похований у Москві на Донському цвинтарі, ділянка № 3, в одній могилі з батьками Марії Миронової.

## Родина
- Перша дружина — Ірина Володимирівна Ласкарі (уроджена Ліпскерова, 1909—1971), балерина Тбіліського оперного театру.
  - Син — Ласкарі Кирило Олександрович (1936—2009), хореограф, заслужений діяч мистецтв РФ (2002).
    - Онук — Кирило Кирилович Ласкарі (нар. 1977), сценарист, поет, креативний директор агенції Arc WW Russia, директор з маркетингу та промо телеканалу " П'ятниця! "[13][14][14].
- Друга дружина — Марія Володимирівна Миронова (1911—1997), актриса, народна артистка СРСР (1991).
  - Син — Андрій Олександрович Миронов (1941—1987), актор, народний артист РРФСР (1980).
    - Онука — Марія Андріївна Миронова (нар. 1973), актриса, народна артистка РФ (2020)
    - Правнук — Андрій Ігорович Миронов-Удалов (нар.1992), актор театру ім. Вахтангова.

- Двоюрідний брат — Ісаак Михайлович Менакер (1905—1978), режисер; батько Леоніда Ісааковича Менакера (1929—2012).
- Двоюрідні племінники

Олександр Аркадійович Бєлінський (1928—2014), головний режисер Санкт-Петербурзького театру музичної комедії, народний артист РФ (1999) та Георгій Юрмін (1923—2007), дитячий письменник.

## Фільмографія
- 1954 — Веселі зірки
- 1963 — Короткі історії — чоловік пані Крістіни
- 1966 — Казки російського лісу — пасажир таксі
- 1969 — Викрадення — артист Менакер
- 1978 — Чоловік і жінки (фільм-вистава) — Ананій Семенович Гарунський — головна роль[17]

## Озвучування мультфільмів
- 1966 — Про злу мачуху — Сидор Сидорович